# Deréki Antal
Deréki Antal, született Leipnik (Bánfalva, 1849. május 1. – Budapest, 1931. december 28.) színész, színműíró, író. Testvére Bánfalvi Lajos író, lapszerkesztő volt.

## Pályafutása
Leipnik Sámuel és Kann Eszter (Netti) fia. Szentesen járt iskolába. 1867-ben Páli Gyulánál szerepelt Törökkanizsán, itt Petőfi Zoltánnal játszott. 1874-ben Völgyi György vidéki társulatánál volt kardalnok, 1875–1876-ban Szabó Antal társulatánál kedélyes apa- és komikus szerepeket játszott. Később pedig egy vidéki színésztársulat igazgatója volt. 1887. március 12-én Miskolcon ünnepelte működése 20 éves jubileumát, Gerő Károly Vadgalamb című népszínművében. Szalondarabokban is emlékezetes alakításokat nyújtott. Később visszavonult a színpadtól és az írásnak szentelte tehetségét. 1917. szeptember 11-én a Budai Színkörben ünnepelte meg színészi és színműírói munkásságának 50 éves jubileumát. Ezen az estén Sebestyén Géza társulata előadta Napraforgó című népszínművét, ebben egy csavargóvá züllött legényt alakított. 1926. október 28-án ülte 60 éves írói és művészi jubileumát.
Foglalkozott műfordítással, írt színdarabokat, elméleti cikkeket, dolgozott mint titkár és rendező.

## Főbb szerepei
- Mongerard (Moreau: A szövetségesek)
- Bagó (Csepreghy F.: A sárga csikó)
- York (Jókai Mór: Milton)
- Don Basilio (Beaumarchais: Figaro házassága)

## Fontosabb művei
- Dalárdisták
- A magyar fregoli
- Szép Delila
- Pörös atyafiak

Thoresen Magdolna norvég Írónő című cikke a Budapesti Hírlapban (1883. 264. sz.) jelent meg, írt a Harmoniába (1884. Külföldi szépirodalmi szemle, A népszínmű elméletéről, Mikszáth és Rosegger), tárcát az Arad és Vidékébe (1888).
Első színműve a Buzavirág volt, melyet 1884-ben Budán mutatták be. Az eleven ördög ford. víg-operettjét (zenéjét szerezte: Konti József) 1884. augusztus 8-án a Budai Színkörben adták elő, akárcsak A kondorosi szép csaplárné című színművét 1889. július 14-én. A szép Nadia című ötfelvonásos színműve, mely a Slavianszky-féle orosz énekes társaság sikereinek hatása alatt készült, először a budapesti Városligeti Színkörben 1890. július 2-án került bemutatásra, majd október 16-án a zombori városi színházban. Lefordította olaszból nyelvből az Erkölcsi halott címmel megjelent drámát és több német és francia színművet.

## Könyvei
- Pálczás színészek (1914)
- Vándorkomédiások (1922)

## Működési adatai
1868: Kocsisovszky Jusztin, Szuper Károly; 1869: Győrffy Antal; 1870: Tímár János; 1873: Völgyi György; 1874: Szabó Antal; 1875: Hubay Gusztáv, Némethyné; 1876–78: Lászy Vilmos; 1878: Gáspár Jenő; 1879: Aradi Gerő; 1880–83: Beődy, Mándoky Béla; 1883–86: Csóka Sándor; 1884: Népszínház; 1886: Kövesi; 1887: Csóka Sándor; 1888: Jeszenszky Dezső; 1889–91: Egri János; 1893: Zoltán Gyula; 1894: Fekete Béla; 1895: Bessenyei Miklós; 1896: Deák Péter; 1897–99: Pesti I. Lajos; 1899: Csóka Sándor; 1899–1904: Mezei Béla; 1901: Földesi; 1904: B. Polgár; 1905: Fehér Károly.